# Make My Heart
A Make My Heart Toni Braxton amerikai énekesnő második kislemeze hetedik, Pulse című stúdióalbumáról. 2010. február 9-én, remixei február 23-án jelentek meg letöltésként.

## Fogadtatása
A dal nagyrészt pozitív fogadtatásban részesült. Mark Edward Nero, az About.com munkatársa szerint „a Make My Heart meglepően gyors tempójú, szórakoztató táncdal, kellemes meglepetés az albumon szereplő kilenc melodrámai ballada után.” Andy Kellman az AllMusictól szintén pozitívan nyilatkozott róla. „A Make My Heart magával ragadó bulizene, benne Braxton legjobb vokális teljesítménye hallható.” Natalie Shaw a BBC Musictól megjegyezte, hogy Braxton a dalban jóval magasabban énekel, mint ami még kényelmes lehet neki. Sarah Godfrey a The Washington Posttól dicsérte a dalt, amiért kürtök és house zene elemei keverednek benne.

## Videóklip
A dal videóklipjét Bille Woodruff rendezte és egyszerre forgatták a következő kislemezdal, a Hands Tied klipjéel. 2010. április 13-án mutatták be.

## Dallista
| iTunes digitális EP (2010. február 9.) 1. Make My Heart – 3:27 Remix EP - Part 1 (2010. február 23.) 1. Make My Heart (Dario Caminita & Andrea Corelli Radio Edit) 2. Make My Heart (Dario Caminita & Andrea Corelli Remix) 3. Make My Heart (Dario Caminita & Andrea Corelli Dub Trip) 4. Make My Heart (Justin Michael & Kemal Radio Mix) 5. Make My Heart (Justin Michael & Kemal Remix) 6. Make My Heart (Chris Malinchak Remix) 7. Make My Heart (Aqua Diva Radio Edit) 8. Make My Heart (Aqua Diva Vocal Mix) 9. Make My Heart (Aqua Diva Dub) 10. Make My Heart (Anthony Louis & Andrea Monta Club Mix) 11. Make My Heart (DJ Kharma Radio Edit) 12. Make My Heart (DJ Kharma Extended Mix 1) Remix EP – Part 2 (2010. március 23.) 1. Make My Heart (Kim Fai Remix) 2. Make My Heart (Norman Doray Olympic Remix) 3. Make My Heart (Norman Doray Olympic Dub) 4. Make My Heart (Behrouz Club Mix) 5. Make My Heart (Hagenaar & Albrecht Vocal Mix) 6. Make My Heart (Hagenaar & Albrecht Dub) 7. Make My Heart (Stereo Palma Vocal Club Mix) 8. Make My Heart (Stereo Palma Dub) 9. Make My Heart (Siege Vocal Mix) 10. Make My Heart (Siege Dub) | Remix EP - Part 1 (2010. november 16.; Egyesült Királyság) 1. Make My Heart (Mutha Funkaz Remix) - 8:15 2. Make My Heart (Mutha Funkaz Dub of Love Remix) - 7:48 3. Make My Heart (Mutha Funkaz PsychoGhettoDisco Remix) - 5:22 4. Make My Heart (Mutha Funkaz Video Edit) - 6:12 5. Make My Heart (Mutha Funkaz Instrumental Remix) - 8:15 6. Make My Heart (Original Mix) - 3:34 Remix EP - Part 2 (2011. február 7.; Egyesült Királyság) 1. Make My Heart (The Layabouts Deepen Our Hearts Vocal) - 8:06 2. Make My Heart (The Layabouts Deepen Our Hearts Dub) - 7:49 3. Make My Heart (Kaytronik's Heartbeat Dub) - 5:49 4. Make My Heart (Geoffery C Raw House Dub) - 7:11 5. Make My Heart (Kaytronik's Heartbeat Dubmental) - 5:45 6. Make My Heart (Geoffery C Raw House Dubstrumental) - 7:11 7. Make My Heart (The Layabouts Deepen Our Hearts Instrumental) - 8:06 Remix EP - Part 3 (2011. május 9.; Egyesült Királyság) 1. Make My Heart (Quentin Harris Vocal) - 6:11 2. Make My Heart (Quentin Harris Instrumental) - 6:10 3. Make My Heart (Quentin Harris Dub) - 6:30 |

## Helyezések
| Slágerlista (2010)                               | Legmagasabb helyezés |
| ------------------------------------------------ | -------------------- |
| USA Billboard Bubbling Under R&B/Hip-Hop Singles | 22                   |